# Hienodòntids
Els hienodòntids (Hyaenodontidae) són una família de mamífers depredadors extints de l'ordre dels hienodonts. Les espècies d'aquesta família eren uns dels depredadors més importants del Paleogen. El reeixit gènere Hyaenodon dona nom al gènere.
L'hienodòntid més antic conegut és Prolimnocyon, del Paleocè de Mongòlia. Durant l'Eocè, els hienodòntids esdevingueren cada vegada més grans i es convertiren en els depredadors dominants, juntament amb els seus parents, els oxiènids i els mesonics. Durant l'Oligocè, els hienodòntids foren desplaçats gradualment pels carnívors, més desenvolupats. Els hienodòntids de Nord-amèrica s'extingiren durant l'Oligocè. Els hienodòntids sobrevisqueren en parts més o menys aïllades d'Àfrica, Europa i el sud d'Àsia fins a finals del Miocè. Dissopsalis carnifex es troba entre les espècies més recents conegudes.
Aquest grup inclou Simbakubwa kutokaafrika (que, segons la fórmula que es faci servir per calcular la seva massa a partir de les restes fòssils, podria ser el mamífer carnívor més gros de tots els temps), així com animals més àgils, com ara Sinopa.